# Stapelrecht
Das Stapelrecht oder auch Niederlagsrecht (lateinisch Ius emporii, eigentlich „Marktrecht“ im Sinne von „Verkaufsrecht“) war im Mittelalter das Recht einer Stadt oder eines Marktorts, von durchziehenden Kaufleuten zu verlangen, dass sie ihre Waren für einen bestimmten Zeitraum auf dem örtlichen Stapelplatz abluden, „stapelten“ und anboten (Feilbietungszwang). Teilweise konnten sich Händler durch Zahlung eines Stapelgeldes von der Stapelpflicht befreien. Zusammen mit dem Stapelrecht hatten die Städte meist ein Umschlagsrecht. Beide Rechte verteuerten die betroffenen Waren und beförderten die Interessen städtischer Gewerbe.

## Historische Beispiele
Der Braunschweiger Herzog Otto I. stattete die an drei Flüssen gelegene Stadt Münden im Jahr 1247 mit dem Mündener Stapelrecht aus, das bis 1824 galt. Es gehört zu den ältesten urkundlich bezeugten Stapelrechten.
Konrad von Hochstaden, Erzbischof von Köln, gewährte der Stadt Köln am 7. Mai 1259 das Stapelrecht. Alle Waren – insbesondere die auf dem Rhein transportierten – mussten nun drei Tage den Kölner Bürgern zum Kauf angeboten werden. Diese Regelung verschaffte den Kölner Patriziern einen bedeutenden Reichtum.
Auch viele andere Städte in günstiger Lage an Handelsrouten hatten dieses Recht, unter ihnen Mainz, Frankfurt am Main, Heilbronn, Neuss, Minden, Frankfurt (Oder), Görlitz (1339), Berlin, Magdeburg, Itzehoe (1260), Erfurt, Wien (1221), die Hansestädte Lübeck, Hamburg, Rostock, Stade (1259), Bremen und Zwolle (1438) oder Bozen (1470) an der alpenquerenden Brennerstraße. Lüneburg bekam das Stapelrecht 1392 erteilt.
Für die Kaufleute kam erschwerend hinzu, dass die betreffenden Städte nicht umfahren werden konnten und so den Handelsverkehr auch in größerem Umkreis an sich zogen. So erhielt Leipzig 1507 das Meilenprivileg von Maximilian I. und konnte sein Stapelrecht auf 15 Meilen (ca. 115 km) um die Stadt ausdehnen.
Vor allem verderblichen Waren wie Milchprodukte, Fleischwaren, Fisch sowie Waren aus dem Fernhandel setzte diese Auflage eine große Handelserschwernis entgegen.
Abgeschafft wurde das Recht auf dem Rhein durch den Oktroivertrag 1804 zwischen Frankreich und dem Heiligen Römischen Reich Deutscher Nation. Infolge der Beschlüsse des Wiener Kongresses von 1815 wurde es auch auf anderen Flüssen abgeschafft, so durch die Elbschifffahrtsakte von 1821, die Weserschifffahrtsakte von 1823 und allgemein durch die Einrichtung des Deutschen Zollvereins 1834.

## Stadien merkantilistischer Handelspolitik
Joseph Schumpeter teilt bei seiner Erörterung der merkantilistischen Literatur die exportmonopolistischen Praktiken bezüglich des Stapelrechts in drei Phasen ein:
1. Korporativ organisierte Kaufleute (Beispiel: die Merchant Adventurers) machen bestimmte Städte zu zentralen Niederlassungen, um ihren Handel besser steuern zu können.
2. Die Städte selbst zwingen die durchziehenden Kaufleute, ihre Waren am Ort selbst anzubieten, wobei sie für die Stadt vorteilhaften Restriktionen unterworfen werden. Vom 13. Jahrhundert an verbreitet sich das Stapelrecht von Italien (Genua, Venedig) über ganz Europa bis hin nach Russland und England (Ordinance of the Staple[2] von Eduard III.).
3. Daraus entwickelte sich die Praxis, den Welthandel zum tatsächlichen oder vermeintlichen Wohle eines Landes in bestimmte, vorgezeichnete Kanäle zu lenken, um damit dem Ausland zu schaden (die englische Navigationsakte 1660 und die Stapelakte von 1663). Dieses System ging schließlich allmählich in Protektionismus im modernen Sinne über.[3]